# Dret a la ciutat

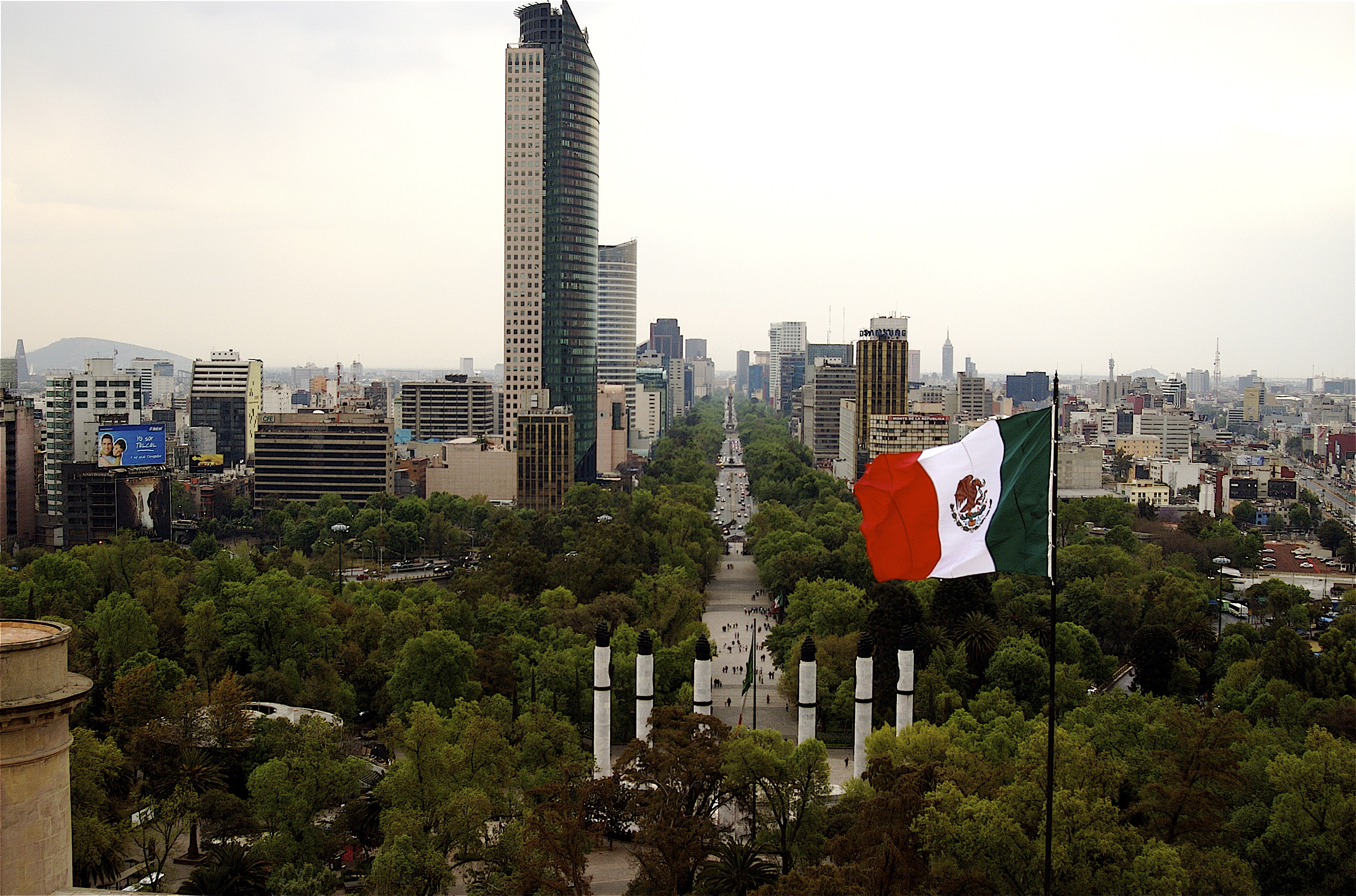
La Ciutat de Mèxic va reconèixer, al 2017, el dret a la ciutat en la seva Constitució Política

El dret a la ciutat és una idea apareguda durant la segona meitat del segle XX que defensa la realització i producció social de la ciutat des dels principis de la justícia social, la igualtat, la democràcia i la sostenibilitat. Més concretament, l'espai urbà emergeix com un escenari on localitzar de forma efectiva els drets humans reconeguts en tractats internacionals com la Declaració Universal dels Drets Humans, així com agendes internacionals del desenvolupament com els Objectius de Desenvolupament Sostenible, al mateix temps que es fa front a una dimensió de problemes urbans que aquests plantejaments no han tractat amb tanta freqüència, com ara les causes i les conseqüències de l'exclusió socio-espacial, la privatizació dels espais públics o la mercantilització de la vida urbana. D'altra banda, aquest concepte es indestriable de la noció de la democràcia participativa, on els habitants de l'espai urbà són protagonistes de la governança sense cap tipus d'exclusió, no només mitjançant la participació en institucions de govern, sinó generant de forma efectiva dinàmiques de producció social de l'espai en alternativa al mercat.
L'origen teòric del terme es troba en l'escola estructuralista francesa, i més concretament en l'aportació del filòsof marxista Henri Lefebvre, qui el va desenvolupar als anys 60 com “la demanda d'un accés transformat i renovat a la vida urbana”. Sorgit com una reacció col·lectiva a l'impacte negatiu patit per les ciutats en el marc econòmic del capitalisme, la idea del dret a la ciutat ha estat entesa des de ben aviat com un concepte militant i fortament orientat a la pràctica, el que també ha portat a una certa divisió en la seva conceptualització i desenvolupament efectiu.
En qualsevol cas, i des dels anys noranta, un bon nombre de moviments populars han reivindicat el dret a la ciutat en el marc de les seves lluites, com els habitants de cabanes Abahlali baseMjondolo a Sud-àfrica, el Right to the City Alliance als Estats Units, o el moviment Recht auf Stadt, una xarxa d'okupes, llogaters i artistes d'Hamburg. Altrament, nombrosos governs locals i nacionals han incorporat el dret a la ciutat com a punt de referència per la seva acció en matèria de drets, com ara l'Estatut Urbà de 2001 del Brasil, que va introduir el dret a la ciutat dins de la llei federal del país, el Pla Barcelona Ciutat de Drets promogut al 2016 per l'Ajuntament de Barcelona o la Constitució Política de la Ciutat de Mèxic del 2017. Val a dir, a més a més, que en els darrers anys el dret a la ciutat també ha avançat en el seu reconeixement internacional, amb la primera menció per part de les Nacions Unides en el document final de la Nova Agenda Urbana d'Habitat (Programa de les Nacions Unides per als Assentaments Humans). Al setembre del mateix 2016, Ciutats i Governs Locals Units, organització que agrupa la majoria dels governs locals i regionals del món, també va reconèixer el Dret a la Ciutat com a part de la seva agenda política.

## Recorregut històric

### Teorització inicial
El dret a la ciutat com a idea o eslògan va aparèixer per primer cop expressat per Henri Lefebvre en el seu llibre de 1968 Le Droit à la ville. Lefebvre resumeix aquest concepte com "la demanda d'un accés transformat i renovat a la vida urbana".
 El llibre de Lefebvre pretenia ser una resposta a l'impacte negatiu patit per les ciutats en les economies capitalistes, que implica la conversió de la ciutat en mercaderia al servei dels interessos de l'acumulació del capital. Aquesta proposta és una reivindicació del retorn de la ciutat a les persones. En contra de la privatització dels espais urbans i la mercantilització, Lefebvre proposa "rescatar l'home com a element principal, protagonista de la ciutat que ell mateix ha construït", i fer que la ciutat esdevingui "l'escenari de trobada per a la construcció de la vida col·lectiva".

L'antropòleg David Harvey el descriu de la manera següent:
"El dret a la ciutat és molt més que la llibertat individual d'accedir als recursos urbans: és un dret de canviar-nos a nosaltres mateixos tot canviant la ciutat. És, de fet, un dret comú més que no pas individual, ja que aquesta transformació inevitablement depèn de l'exercici del poder col·lectiu de remodelar els processos d'urbanització. La llibertat de fer i refer les nostres ciutats i nosaltres mateixos és, vull argumentar, un dels drets humans més preciosos i un dels més oblidats."
S'ha suggerit que aquesta expressió ha acabat significant un nombre de coses diferents i Marcelo Lopes de Souza n'ha dit que la idea del dret a la ciutat ha esdevingut "una moda avui en dia", i que "el preu d'això sovint ha estat la trivialització i corrupció del concepte de Lefebvre", i ha demanat que es mantingui fidelitat a allò radical de la idea original.